# Gelderse Vallei

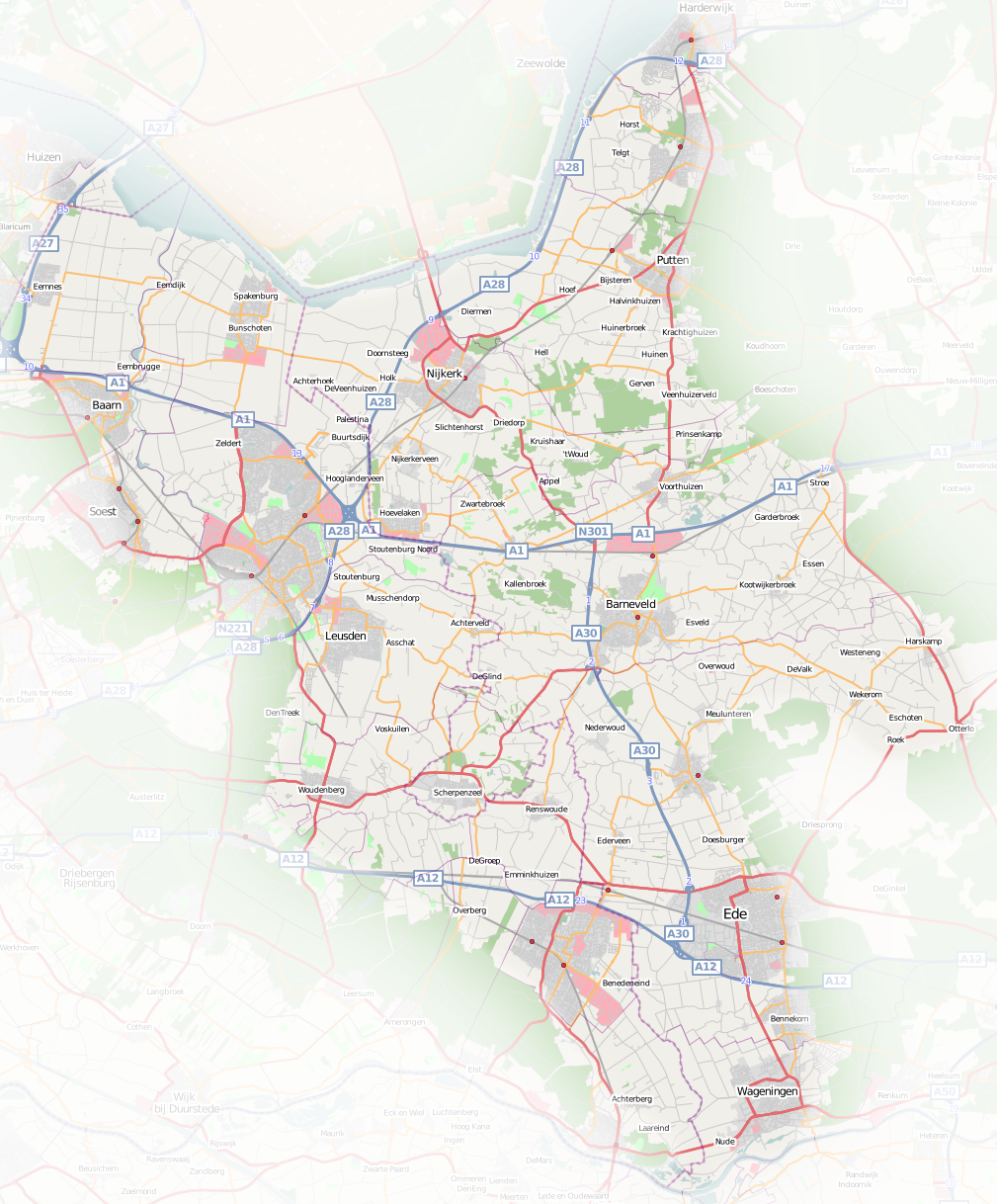
Kaart van de Gelderse Vallei

De Gelderse Vallei is een streek gelegen in Midden-Nederland. Het gebied ligt ruwweg tussen de Utrechtse Heuvelrug in het westen, een stukje Nederrijn in het zuiden, de Veluwe in het oosten en de Randmeren in het noorden. De Gelderse Vallei ligt voor twee derde in de provincie Gelderland, voor een derde in de provincie Utrecht en een heel klein stukje Noord-Holland in de gemeente Blaricum.

## Ontstaan
Voordat de Gelderse Vallei ontstond, lag op deze plek het dal van de Maas. Tijdens de op een na laatste ijstijd, het Saalien, nam een grote ijslob vanuit het noorden bezit van dit dal. De Maas moest hierdoor zijn loop afbuigen naar het westen. Het ijs stuwde de ondergrond op tot hoge stuwwallen; de Utrechtse Heuvelrug en de westflank van de Veluwe. Toen het ijs zich terugtrok bleef er een diep glaciaal bekken achter, dat in het noordelijk deel ongeveer 100 meter diep was. Deze depressie werd sindsdien geleidelijk opgevuld, dit begon al direct na het afsmelten van het ijs. Er ontstond toen een diep glaciaal meer waarin een tientallen meters dik pakket kleiige ijsmeerafzettingen werd gevormd. In de warme periode daarna, het Eemien, steeg de zeespiegel en bereikte de zee de Gelderse Vallei, waardoor zeeklei werd afgezet. In de laatste ijstijd die hierop volgde werd dekzand afgezet. In het Holoceen is er vervolgens lokaal veen afgezet.

## Landschap
Het relatief laag gelegen gebied heeft een nat karakter. Delen van het gebied zijn dan ook in vroegere tijden sterk venig geweest met blauwgrasland. Bijvoorbeeld in het Binnenveld (tussen Ede, Wageningen, Rhenen en Veenendaal) zijn hier nog sporen van te vinden en dit gebied wordt dan ook beschermd. Overblijfselen kan men ook terugvinden in plaatsnamen, zoals Veenendaal, Ederveen en Nijkerkerveen.
Ook de naam Barneveld heeft waarschijnlijk een natte oorsprong. De oudste vorm is Barnevelde (1174); als de naam in hedendaags Nederlands omgezet zou moeten worden, zou het Bronveld heten. De naam betekent open terrein waar water opkwelt. Deze kwel is afkomstig uit de stuwwallen aan weerszijden van de vallei.
Het landschap kent een afwisseling tussen vooral grasland en kleine bos- en heidegebieden. Een voorbeeld van dat laatste is het bos- en heidegebied genaamd Erica ten westen van Barneveld. De oudste bebouwing ligt tegen de randen van de stuwwallen aan, met uitzondering van Barneveld. Dit gebied wordt gekenmerkt door vooral lage begroeiing.

## Indeling
De Gelderse Vallei kan men ruwweg in drie delen verdelen:
- De Eemvallei (tussen Amersfoort en het Eemmeer)

Plaatsen: Amersfoort (Ut), Blaricum (NH), Hoogland (Ut), Eembrugge (Ut), Eemnes (Ut), Eemdijk (Ut), Spakenburg (Ut), Baarn (Ut) en Soest (Ut).
Afwatering: De Eem.
- De Noordelijke Vallei (tussen Harskamp/Wekerom en het Nijkerkernauw/Nuldernauw)

Plaatsen: Harskamp (Gl), Wekerom (Gl), Kootwijkerbroek (Gl), Stroe (Gl), Barneveld (Gl), Voorthuizen (Gl), Achterveld (Ut), De Glind (Gl), Leusden (Ut), Hoevelaken (Gl), Terschuur (Gl), Zwartebroek (Gl), Nijkerkerveen (Gl), Nijkerk (Gl) en Putten (Gl).
Afwatering: De Barneveldse Beek en Laak
- De Zuidelijke Vallei (ten zuiden van Leusden en Barneveld)

Plaatsen: Wageningen (Gl), Rhenen (Ut), Bennekom (Gl), Ede (Gl), Veenendaal (Ut), De Klomp (Gl), Ederveen (Gl), Lunteren (Gl), Maarn (Ut), Renswoude (Ut), Scherpenzeel (Gl), Overberg (Ut), Maarsbergen (Ut) en Woudenberg (Ut).
Afwatering: De Lunterse Beek, Heiligenbergerbeek, Valleikanaal en de Grift of Grebbe.

## Landgebruik
De Vallei is een zeer intensief gebruikt veeteeltgebied. Er bevinden zich vooral varkenshouderijen en vooral rond Barneveld is er een hoge concentratie van pluimveebedrijven.

## Bevolking
De Gelderse Vallei ligt in de Nederlandse Bijbelgordel. Een belangrijk kenmerk van de bevolking in de Vallei is dan ook het hoge percentage protestants-christenen. Net als in de noordrand van de Veluwe wonen ook in de Gelderse Vallei veel bevindelijk gereformeerden. Afgaande op de verkiezingsuitslagen, bevinden zich in de dorpen Ederveen, Veenendaal, Harskamp, Kootwijkerbroek en Wekerom de grootste concentraties van protestantse christenen, wat zich afspiegelt in verkiezingsuitslagen met de helft of een absolute meerderheid van de stemmen voor de SGP. Maar ook in bijna alle andere dorpen halen de christelijke partijen een ruime meerderheid van de stemmen. Slechts in de grote plaatsen in het zuiden van de Vallei (Ede, Bennekom, Wageningen) en in de forensenplaatsen in het noorden (Amersfoort, Hoevelaken, Leusden, Nijkerk) halen de christelijke partijen geen meerderheid. Een groot deel van de bevolking kerkt in een hervormde of hersteld hervormde gemeente. Daarnaast hebben de Gereformeerde Gemeenten en de andere afgescheiden kerkverbanden veel aanhang. Een uitzondering op dit alles vormt het dorp Achterveld, dat grotendeels katholiek is. Een andere uitzondering is Wageningen.

## FoodValley
In juli 2010 hebben acht gemeenten in de vallei besloten samen te werken binnen de regio FoodValley (regio voedselvallei). Samen met kennisinstellingen en voedselbedrijven werkt de regio aan uitvoering van de FoodValley Ambitieschets 2020. Dit regionale samenwerkingsverband is een samenvoeging van de eerdere samenwerkingsverbanden Regio De Vallei en WERV.